# Kasteel Het Oude Loo
Kasteel Het Oude Loo, ook Slot ‘t Oude Loo, is een jachtslot uit de 15e eeuw dat zich bevindt op het Kroondomein Het Loo te Apeldoorn in de Nederlandse provincie Gelderland, niet ver van Paleis Het Loo. Het is sinds 1968 eigendom van de Staat der Nederlanden en is verhuurd aan koning Willem-Alexander der Nederlanden. 

## Geschiedenis

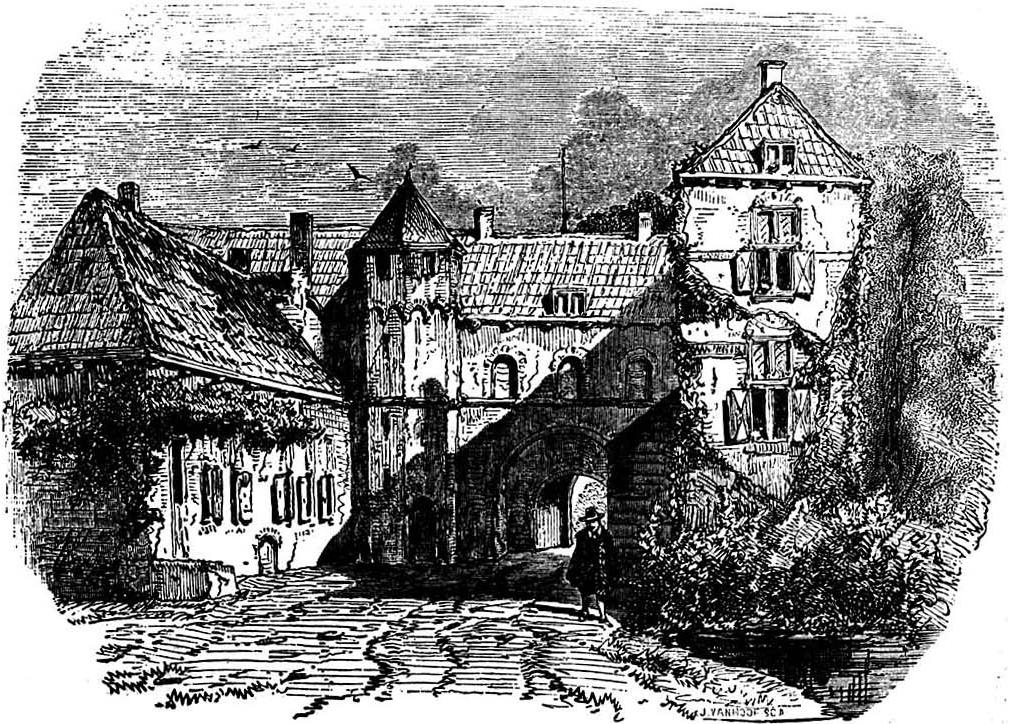
Binnenplein van kasteel Het Oude Loo in 1860

Het (Oude) Loo komt voor het eerst voor in 1439, als bezitting van Udo Talholt. Udo Talholt, raad van de hertog van Gelre, was naast een belangrijk man ook een rijk man, hij leende een grote som geld aan de hertog. Mogelijk was hij de bouwer van het slot, waarvan de oudste delen uit de 15e eeuw dateren. Het op het Germaans terug te voeren woord 'loo' betekent 'open plek in het bos'.
In de 16e eeuw behoorde het goed aan de Bentincks, die het kasteeltje omstreeks 1540 vergrootten. Enige tijd was het in handen van het geslacht D'Isendoorn à Blois, die men in die tijd ook op het nabijgelegen Kasteel De Cannenburch aantreft. In de 15e eeuw zal het huis van zeer geringe omvang geweest zijn; een rechthoekig gebouw – de tegenwoordige voorvleugel – met twee ronde hoektorens. Tegen het midden van de 16e eeuw bouwde men aan de achterzijde de twee vleugels, een binnenplaats omsluitend; alleen de achterhoektoren behoort tot de eerste bouwperiode. Een muur sloot de binnenplaats aan de vierde zijde af. Het kasteel is geheel opgetrokken uit baksteen met hier en daar spaarzaam gebruik van natuursteen.
In de 18e eeuw brak er een tijd aan waarin opvolgingskwesties ervoor zorgden dat het slot vaak van eigenaar veranderde. Sommigen zoals prins Willem V waardeerden Het Loo niet, maar om patriottische redenen werd er nog wel een grote menagerie gebouwd. In 1795 vertrok Willem V naar Engeland. De Fransen kwamen en namen de bezittingen van het Oranjehuis in beslag. In Paleis Het Loo en Het Oude Loo werden 3000 Franse soldaten ondergebracht.
De troon van de Bataafse Republiek werd in 1806 door Napoleon toegewezen aan zijn broer Lodewijk. 's Zomers nam de koning zijn intrek op Het Loo, een van de eerste dingen die hij hier deed was het dempen van de gracht rond het Oude Loo. Als kind was hem namelijk voorspeld dat hij zou omkomen door verdrinking en hij deed alles om de kans hierop te verkleinen.
In de jaren tussen 1839 en 1855 diende het kasteel als uitvalsbasis voor de Royal Loo Hawking Club. Dit internationale gezelschap, dat zich toelegde op de valkenjacht en andere buitenactiviteiten, kon op de enthousiaste betrokkenheid rekenen van de Koninklijke familie. Prins Alexander, de tweede zoon van Willem II, was er voorzitter van en prins Willem (de latere Willem III) lid. De club had in het kasteel een eigen clubkamer, waar werd vergaderd en gedineerd.
Koningin Wilhelmina gaf de bekende bouwmeester Pierre Cuypers in 1904 opdracht tot een algehele restauratie. Een belangrijke eerste opdracht was het in ere herstellen van de oude gracht, maar Cuypers ging veel verder. Hij ging erg vrij met de historische gegevens om en was niet bang om ‘in de geest van’ het oorspronkelijke ontwerp te werken en veel aanpassingen te doen. Aangebrachte wijzigingen; opgehoogde zuidwesttoren en het dwarsgeplaatste dak op deze toren. Een andere toren, tegen de zuidvleugel gebouwd, was bedoeld als vluchtweg. Oorspronkelijk stond er op deze plaats geen toren. De restauratie werd na de dood van Cuypers in 1921 voltooid door zijn zoon Jos Cuypers die al sinds 1900 op het bureau van zijn vader werkte. Het Oude Loo werd na de restauratie nauwelijks gebruikt en verval liet niet lang op zich wachten. Al in 1948 vertrouwde men de dakconstructie niet meer en werden speciale voorzieningen getroffen.
In 1968 begon Kees Royaards aan een hernieuwde restauratie van het Oude Loo, hierbij werd veel van het werk van Cuypers weer tenietgedaan. Onder meer de torenaanbouw werd vervangen door een rankere houten variant en de zuidwesttoren werd weer in zijn oorspronkelijke vorm teruggebracht. Na de dood van Royaards in 1970 voltooide Johannes Bernardus van Asbeck de restauratie in 1976, grotendeels volgens de bestaande plannen van Royaards; hij restaureerde ook het Paleis Het Loo, maakte het geschikt voor gebruik als museum en richtte de tuin in volgens de historische tuinaanleg.

## Bewoners
Het Oude Loo is in handen geweest van de families Varick, Arnhem, Voorst, Van Rossum, Isendoorn, Stepraedt, en Ulft. Vele leden van deze geslachten hadden aanzienlijke invloed in zowel het kerkelijke als bestuurlijke leven van Apeldoorn van de 15e en 16e eeuw.
Op 27 november 1684 kocht stadhouder Willem III het huis en de gronden. Tot die tijd bevond zich in het kasteel een rooms-katholieke schuilkerk, ingericht in de grote of ridderzaal. Kort na de koop door de stadhouder werd begonnen met de bouw van paleis Het Loo omdat Het Oude Loo te klein was om de prins en zijn gevolg te huisvesten.
Op 17 augustus 2006 betrokken de Japanse kroonprins Naruhito en zijn echtgenote prinses Masako voor enige tijd Het Oude Loo. Dit was hen ter beschikking gesteld door de Nederlandse koninklijke familie, omdat de prinses overspannen was geraakt door de psychische druk en de starre etiquette aan het Japanse hof. Ze verbleven zes weken in het kasteel.
Op 21 maart 2022 maakte de koning bekend dat hij Het Oude Loo ter beschikking stelt voor de huisvesting van Oekraïense vluchtelingen die in verband met de Russische invasie van Oekraïne in 2022 hun land zijn ontvlucht en in Nederland onderdak nodig hebben. Als dank is er een boom geplant (Gelderse Roos) tegenover het Kasteel en is er een plaquette geplaatst met de tekst: "Aangeboden door de Oekraïense gasten in 2022

## Heden
Het Oude Loo is een rijksmonument en is sinds 1968 eigendom van de Staat der Nederlanden (Rijksgebouwendienst). De Koninklijke Familie, die het kasteel huurt, maakt er nog regelmatig gebruik van. De Koninklijke Familie hecht veel waarde aan het domein Het Loo. Het is een plek waar de familie vaak samenkomt, vooral sinds het afstoten van Paleis Het Loo in 1975. 

## Bezichtiging
Het kasteel is niet toegankelijk voor het publiek. In de maanden april en mei is de tuin wel toegankelijk.